# Лондон микс
Лондон микс (ориг. стил. London Mix) је први ремикс албум Светлане Цеце Ражнатовић, издат за Miligram Music и Ceca Music 7. јуна 2005.

## О албуму
Ова успешна Цецина компилација је ремикс њених највећих хитова са последња два албума које су урадили Александар Милић и Зоран Врачевић. Слоган овог издања је „Очекујте неочекивано”. Овај албум, снимљен у Лондону, садржи неколико жанрова — међу њима и реп, хип хоп, рејв и друге који нису типични за Цецине хитове у прошлости. Неколико репера из Енглеске је било ангажовано на овом пројекту, како би ставили свој печат на Цецине старе песме.
Албум је продат у тиражу од 100 000 примерака.

## Информације о албуму
- Продуцент: Александар Милић
- Програмирање и клавијатуре: Зоран Врачевић, Огњен Богдановић
- Продукција, инжењеринг и микс: Зоран Врачевић
- Миксано у "Cold Room Studios" Лондон, март 2005
- DJ mix: Огњен Богдановић

## Списак песама
На албуму се налазе следеће песме:
| Бр. | Назив               | Текст                                                   | Музика           | Аранжман                         | Трајање |
| --- | ------------------- | ------------------------------------------------------- | ---------------- | -------------------------------- | ------- |
| 1.  | Замало              | Марина Туцаковић, Љиљана Јорговановић                   | Александар Милић | Зоран Врачевић, Огњен Богдановић | 03:45   |
| 2.  | Пази са киме спаваш | Марина Туцаковић                                        | Александар Милић | Зоран Врачевић, Огњен Богдановић | 03:50   |
| 3.  | Забрањени град      | Александар Милић, Марина Туцаковић, Љиљана Јорговановић | Александар Милић | Зоран Врачевић, Огњен Богдановић | 04:02   |
| 4.  | План Б              | Марина Туцаковић                                        | Александар Милић | Зоран Врачевић, Огњен Богдановић | 03:57   |
| 5.  | Горе од љубави      | Марина Туцаковић, Љиљана Јорговановић                   | Александар Милић | Зоран Врачевић, Огњен Богдановић | 04:53   |
| 6.  | Не гуши ме          | Марина Туцаковић                                        | Александар Милић | Зоран Врачевић, Огњен Богдановић | 03:14   |
| 7.  | Прљаво              | Марина Туцаковић                                        | Александар Милић | Зоран Врачевић, Огњен Богдановић | 02:40   |
| 8.  | 39,2                | Марина Туцаковић, Љиљана Јорговановић                   | Александар Милић | Зоран Врачевић, Огњен Богдановић | 05:52   |
| 9.  | Стерео бол          | Марина Туцаковић, Љиљана Јорговановић                   | Александар Милић | Зоран Врачевић, Огњен Богдановић | 03:58   |
| 10. | Трула вишња         | Марина Туцаковић                                        | Александар Милић | Зоран Врачевић, Огњен Богдановић | 04:03   |